# Anders Aplin
Anders Aplin (sinh ngày 21 tháng 6 năm 1991) là một cầu thủ bóng đá người Singapore.

## Đội tuyển bóng đá quốc gia Singapore
Anders Aplin thi đấu cho đội tuyển bóng đá quốc gia Singapore từ năm 2018.

## Thống kê sự nghiệp
| Đội tuyển bóng đá Singapore | Đội tuyển bóng đá Singapore | Đội tuyển bóng đá Singapore |
| Năm                         | Trận                        | Bàn                         |
| --------------------------- | --------------------------- | --------------------------- |
| 2018                        | 2                           | 0                           |
| Tổng cộng                   | 2                           | 0                           |